# Balsa zelleri
Balsa zelleri là một loài bướm đêm trong họ Noctuidae.